# Une femme sans importance (film)
Cet article concerne un film français. Pour la pièce de théâtre dont est tiré ce film, voir Une femme sans importance.
Pour plus de détails, voir Fiche technique et Distribution.
Une femme sans importance est un film français réalisé par Jean Choux, sorti en 1937.

## Fiche technique
- Titre : Une femme sans importance
- Autre titre : Le Secret d'une vie
- Réalisation : Jean Choux, assisté de Jacques Saint-Léonard
- Scénario et dialogues : Charles Spaak, d'après la pièce d'Oscar Wilde
- Décors : Jacques Krauss
- Photographie : Jules Kruger
- Cadreur : Robert Juillard
- Montage : Marguerite Beaugé
- Musique : Jean Wiener
- Société de production : Regina Films
- Pays :  France
- Format : Noir et blanc  - 1,37:1 - 35 mm - Son mono  (Tobis Klangfilm)
- Genre : Drame
- Durée :  90 minutes
- Date de sortie : 
  - France : 5 mars 1937

## Distribution
| - Pierre Blanchar : Lord Illingworth - Lisette Lanvin : Hester - Marguerite Templey : Lady Hustanton - Gilbert Gil : Gerald - Line Noro : Sylvia - Charles Granval : Le pasteur - Jean Périer : Lord Illingworth père - Catherine Fonteney : Lady Patricia - Laure Diana : Caroline | acteurs non crédités - Jean Tissier : Lord Hustanton - Paul Demange - Jean Buquet - Lucien Dayle - Paul Escoffier - André Nox - André Numès Fils - Régine Poncet - Charles Redgie - Henri Richard |